# Tato, la leyenda continúa
Tato, la leyenda continúa fue un programa humorístico-político argentino estrenado en mayo de 1991, con la conducción de Tato Bores, dirección de Oscar Maresca y Sebastián Borensztein, y emitido por Canal 13.

## Historia
Con libro de Sebastián Borensztein, monólogos de Santiago Varela y colaboración en los textos por parte de Daniel Botti, Daniel Paz, y Rudy, sobre una idea de Tato Bores, el programa se emitía todos los domingos a las 21 horas por Canal 13. El elenco contó con primeras figuras como Roberto Carnaghi, Alfredo Allende, Fabiana Araujo, Roberto Fiore, Roberto Antier, Ana María Giunta y Rogelio Romano.
El programa trató, básicamente, de tomar a modo de humor los acontecimientos políticos que se estaban presentando en ese momento, mediante diferentes scketch. Allí se puede mencionar al Inodoro Justiciero. Se decía que los políticos que concurrían a grabar dicho ciclo no conocían el guion previamente, para preservar la espontaneidad y la sorpresa.
La irrupción de Marcelo Tinelli en su horario fue factor determinante para la pobre temporada (en cuestión de rating ) del legendario cómico : muchas veces no superó los 10 puntos.
Premiado con el Premio Martín Fierro como programa cómico, se lució Roberto Carnaghi como un antológico corrupto. El Inodoro justiciero daba posibilidad de revancha a Bores (y a los telespectadores), anonadados ante lo que sucedía en las pantallas (y en la vida cotidiana). Volvió a lucirse el cuerpo de baile con coreografía de Lía Jelin, continuó el invitado semanal, el puro relajante y la buena música de fondo. Los temas musicales con letras alusivas a la realidad política dejaron una gema: " Nadie se atreva a tocar a mi vieja ", con letra del hijo menor de Bores, Sebastián, popularizado por Pappo el invitado musical de esa semana. La mítica y tan mentada Berta (algo alejada en la vida real de las postergadas jubiladas con sus haberes congelados) , la señora de Mauricio Borensztein, quedó indirectamente inmortalizada en la historia del rock nacional. Tato Bores se las ingeniaba para ofrecer en cada programa un menú variado y lapidario. Ávido consumidor de noticias, el actor sabía que podía decir mucho con un presupuesto mínimo, si se sumaba el análisis de la realidad, que en muchos casos, consistía en dejarse llevar lo que los propios medios publicaban.

## Elenco
- Tato Bores
- Roberto Carnaghi
- Alfredo Allende
- Fabiana Araujo
- Roberto Fiore
- Roberto Antier
- Rubén Bermúdez
- Ana María Giunta
- Luis Longhi
- Paula Martínez
- Alberto Martín
- Jorge Sassi
- Andrea Tenuta
- Pedro Mossi
- Rori escobal
- Grupo Stunt
- Rogelio Romano
- Camila Perissé
- Coco Sily
- Norman Erlich
- Luis Brandoni (como actor invitado)
- Hugo Arana (actor invitado)